# Kartbahn Harsewinkel
Die Kartbahn Harsewinkel ist Teil einer Multifunktionsanlage des MSC Harsewinkel, die eine Outdoor-Kartbahn, eine Sandbahn für den Speedway-Sport und einen Verkehrsübungsplatz umfasst. Sie liegt im Ort Harsewinkel im nordrhein-westfälischen Kreis Gütersloh im Emstalstadion das Ende der 70er Jahre auf dem Gelände einer ehemaligen Speedway-Grasbahn eröffnet wurde.

## Geschichte
Die Kartbahn wurde im Jahr 1980 gebaut und ist 820 Meter lang. 2003 wurde der Asphaltbeton für ca. 25.000 Euro und zwei Jahre später wurde in den Kurven die Curbs für ca. 6500 Euro erneuert. Außerdem hat man in den Jahren 2005, 2007, 2009 und 2011 Erweiterung und Reparaturarbeiten der Auslaufzonen für ca. 10000 Euro durchgeführt.
Die die Anlage umgebende Sandbahn war am 27. Juli 1986 Ausrichtungsort des Langbahn-WM-Halbfinales.

## Rennen und Sonstiges
Regelmäßig werden auf der Kartbahn Kartrennen wie der Westdeutscher ADAC Kart-Cup (WAKC) veranstaltet. Auf der Kombination mit der Sandbahn, die als Langbahn bereits Austragungsort von Speedway und Eisspeedway-Rennen war, wurde bereits die Internationale Supermoto veranstaltet. Aktuell ist die Bahn Austragungsort der Mini-Moto-Serie des DMSB für Pocket-Bikes, Pitbikes und Minibikes.
Das Gelände wurde auch bereits für Open-Air-Konzerte benutzt; die Söhne Mannheims gaben dort ein Konzert.